# Ismarus dorsiger
Ismarus dorsiger is een vliesvleugelig insect uit de familie van de Diapriidae. De wetenschappelijke naam van de soort is voor het eerst geldig gepubliceerd in 1831 door Haliday.